# Michele Riondino
Michele Riondino (Taranto, 14 marzo 1979) è un attore e regista italiano.

## Biografia
Dopo gli anni di studio in Puglia, si trasferisce a Roma per frequentare l'Accademia nazionale d'arte drammatica e comincia a interpretare dei ruoli a teatro. Esordisce nella serie televisiva Distretto di Polizia dove è presente dal 2003 al 2005 per tre stagioni, contemporaneamente al suo esordio cinematografico del film Uomini & donne, amori & bugie, a sua volta esordio registico di Eleonora Giorgi.
Nel 2006 in televisione recita ne La freccia nera per la regia di Fabrizio Costa.
Al cinema prende parte a Il passato è una terra straniera di Daniele Vicari nel 2008 e nel 2009 in Dieci inverni con la regia di Valerio Mieli.
Dal 2012 è il protagonista della nuova fiction Rai Il giovane Montalbano per la regia di Gianluca Maria Tavarelli. Nello stesso anno torna al teatro ed esordisce anche come regista nell'opera La vertigine del Drago, di Alessandra Mortelliti con supervisione ai testi di Andrea Camilleri; l'opera è andata in scena per la prima volta alla LV edizione del Festival dei due Mondi di Spoleto.
È impegnato nella sua città, Taranto, nel Comitato cittadini e lavoratori liberi e pensanti: dal 2012 è il direttore artistico del concertone dell'uno maggio di Taranto insieme a Roy Paci e a Diodato. Nel 2017 interpreta Giorgio Strehler nel film Diva!.
Nel 2018 è stato il padrino della 75ª mostra internazionale d’arte cinematografica di Venezia.
Nel 2023 è il protagonista de I leoni di Sicilia, serie di Disney + in cui interpreta Vincenzo Florio. Nello stesso anno esordisce anche come regista nel suo film Palazzina Laf, sul reparto-confino dell'Ilva alla fine anni 1990, da cui prende il nome la pellicola. La sceneggiatura è tratta da una storia vera, culminata nel primo processo italiano per mobbing ai lavoratori.

## Vita privata
Nel luglio 2023 sposa Eva Nestori, truccatrice cinematografica, con cui conviveva dal 2010 e da cui ha avuto due figlie.

## Filmografia

### Cinema
- Uomini & donne, amori & bugie, regia di Eleonora Giorgi (2003)
- Il passato è una terra straniera, regia di Daniele Vicari (2008)
- Principessa part time, regia di Giorgio Arcelli (2008)
- Fortapàsc, regia di Marco Risi (2009)
- Dieci inverni regia di Valerio Mieli (2009)
- Marpiccolo, regia di Alessandro Di Robilant (2009)
- Noi credevamo, regia di Mario Martone (2010)
- Henry, regia di Alessandro Piva (2011)
- Qualche nuvola, regia di Saverio Di Biagio (2011)
- Gli sfiorati, regia di Matteo Rovere (2011)
- Acciaio, regia di Stefano Mordini (2012)
- Il giovane montalbano, regia di   (2012)
- Bella addormentata, regia di Marco Bellocchio (2012)
- Il giovane favoloso, regia di Mario Martone (2014)
- Maraviglioso Boccaccio, regia di Paolo e Vittorio Taviani (2015)
- Senza lasciare traccia, regia di Gianclaudio Cappai (2016)
- La ragazza del mondo, regia di Marco Danieli (2016)
- Diva!, regia di Francesco Patierno (2017)
- Falchi, regia di Toni D'Angelo (2017)
- Un'avventura, regia di Marco Danieli (2019)
- Restiamo amici, regia di Antonello Grimaldi (2019)
- I nostri fantasmi, regia di Alessandro Capitani (2021)
- The man from Rome, regia di Jaap van Heusen (2023)
- Palazzina Laf, regia di Michele Riondino (2023)

### Televisione
- Casa famiglia - serie TV, 1x2 (2001)
- Compagni di scuola  – serie TV (2001)
- Incantesimo – serie TV (2002)
- Distretto di Polizia – serie TV (2003-2005)
- La freccia nera, regia di Fabrizio Costa – miniserie TV (2006)
- Giorni da Leone 2, regia di Francesco Barilli – serie tv, 4 puntate (2006)
- Il segreto dell'acqua – serie TV, 6 episodi (2011)
- Il giovane Montalbano – serie TV (2012-2015)
- Pietro Mennea - La freccia del Sud, regia di Ricky Tognazzi – miniserie TV (2015) - Ruolo: Pietro Mennea
- La mossa del cavallo - C'era una volta Vigata, regia di Gianluca Maria Tavarelli – film TV (2018)
- La guerra è finita, regia di Michele Soavi – miniserie TV (2020)
- Fedeltà – serie TV (2022)
- I leoni di Sicilia – serie TV (2023)
- Il conte di Montecristo (The Count of Monte Cristo), regia di Bille August – miniserie TV, 6 puntate (2025)

### Regista, sceneggiatore e attore
- Palazzina Laf (2023)

### Documentari
- Le case bianche, regia di Mauro Ascione e Emanuele Tammaro (2010)

### Doppiaggio

#### Film d'animazione
- Wish, regia di Chris Buck e Fawn Veerasunthorn (2023) - voce dei dialoghi di Re Magnifico

## Teatro
- Scritti metropolitani di Edoardo Sylos Labini, regia di Francesco Colangelo (2002)
- La vertigine del Drago di Alessandra Mortelliti, regia di Michele Riondino (2012)
- Euridice e Orfeo, tratto dalla rilettura del mito fatta da Valeria Parrella nel libro "Assenza. Euridice e Orfeo", con regia di Davide Iodice (2015)
- Giulio Cesare, tratto dall'opera omonima di William Shakespeare, con regia di Àlex Rigola (2016)
- Il maestro e Margherita, tratto dal romanzo di Michail Bulgakov (2018-2019)
- Ritratto dell'artista da morto, scritto e diretto da Davide Carnevali (2023)

## Riconoscimenti
- David di Donatello
  - 2017 – Candidatura al migliore attore protagonista per La ragazza del mondo
  - 2024 – Candidatura al miglior regista esordiente per Palazzina Laf
  - 2024 – Migliore attore protagonista per Palazzina Laf
  - 2024 – Candidatura alla migliore sceneggiatura originale per Palazzina Laf

- Nastro d'argento
  - 2009 – Candidatura al migliore attore non protagonista per La ragazza del mondo
  - 2010 – Premio Guglielmo Biraghi per Dieci inverni
  - 2012 – Candidatura al migliore attore non protagonista per La ragazza del mondo
  - 2013 – Candidatura al migliore attore non protagonista per La ragazza del mondo e Acciaio
  - 2017 – Candidatura al migliore attore protagonista per La ragazza del mondo
  - 2024 – Miglior regista esordiente per Palazzina Laf
  - 2024 – Migliore sceneggiatura per Palazzina Laf
  - 2024 – Miglior attore protagonista per Palazzina Laf
- Nastri d'argento - Grandi Serie
  - 2024 – Migliore attore protagonista per I leoni di Sicilia

- Ciak d'oro
  - 2015 - Candidatura a Migliore attore non protagonista per Il giovane favoloso
  - 2017 - Miglior coppia (assieme a Sara Serraiocco) per La ragazza del mondo
  - 2023 - Miglior attore protagonista per Palazzina Laf[7]
  - 2023 - Miglior opera prima per Palazzina Laf[7]
  - 2024 - Candidatura a Miglior attore italiano per I Leoni di Sicilia

- Festival del Cinema di Roma
  - 2008 – Premio L.A.R.A. (Libera Associazione Rappresentanza di Artisti) al miglior interprete per il film Il passato è una terra straniera di Daniele Vicari

- Festival La Valigia dell'attore 
  - 2017 – Premio Gian Maria Volonté all'eccellenza artistica.

- Globo d'oro
  - 2017 – Candidatura al miglior attore per La ragazza del mondo
  - 2024 – Candidatura alla miglior opera prima per Palazzina Laf

- 61º Festival di Spoleto
  - 2018 – Premio Repubblica del 61º Festival di Spoleto

- Milazzo Film Festival
  - 2024 – Premio Acting Award alla regia e alla partecipazione come attore principale per Palazzina Laf.

- Premio Carlo Mazzacurati
  - 2024 – Miglior personaggio cinematografico dell'anno, il personaggio di Caterino Lamanna (interpretato da Michele Riondino)  per Palazzina Laf

## Opere
- Rubare la vita agli altri, Roma, Fandango Libri , 2013, ISBN 8860443016
- Senza padroni. Taranto, l'Ilva e il palcoscenico - Intervista a cura di Piero Ferrante, Torino, EGA - Edizioni Gruppo Abele , 2021, ISBN 8865792558